# Шевелёв, Андрей Иванович
Андрей Иванович Шевелёв (30 ноября 1918 год, д. Коркина, Туринский район, Уральская область, РСФСР — 11 марта 1999 год, Пышма, Свердловская область, Россия) — Герой Социалистического Труда (1958), учитель средней школы Пышминского района Свердловской области, «Гражданин мира», «Почётный гражданин Пышмы».

## Биография
Родился 30 ноября 1918 года в деревне Коркина (ныне Шевелевский сельский совет Туринского городского округа Свердловской области) в семье крестьянина.
Свою трудовую деятельность начал учителем математики в 1936 году.
Согласно Большой советской энциклопедии педагог-новатор Андрей Иванович Шевалёв предложил «Систему тематического учета знаний учащихся». Он также был руководителем Пышминского районного отделения Фонда мира с 1982 года.
Андрей Иванович был лектором общества «Знаний», читал лекции о международном положении, инициатором создания районной и областной Книги Памяти погибших на фронтах Великой Отечественной войны, членом КПСС с 1939 года.
Скончался 11 марта 1999 года. Похоронен на кладбище поселка Пышма.

## Награды
За свои достижения был награждён:
- 1962 — знак «Отличник народного просвещения РСФСР»;
- 1967 — звание «Заслуженный учитель школы РСФСР»;
- 01.07.1968 — звание Герой Социалистического Труда с вручением золотой медали Серп и Молот и ордена Ленина «за выдающиеся успехи, достигнутые в деле развития чёрной металлургии»;
- медаль «За доблестный труд в Великой Отечественной войне 1941—1945 гг.»;
- юбилейная медаль «Тридцать лет Победы в Великой Отечественной войне 1941—1945 гг.»;
- юбилейная медаль «Сорок лет Победы в Великой Отечественной войне 1941—1945 гг.»;
- медаль «За доблестный труд»;
- медаль Фонда мира «За укрепление мира»;
- 1996 — звание «Гражданин мира»;
- 1996 — звание «Почётный гражданин Пышмы».